# Prosopocera flava
Prosopocera flava là một loài bọ cánh cứng trong họ Cerambycidae.